# Voight-Kampff

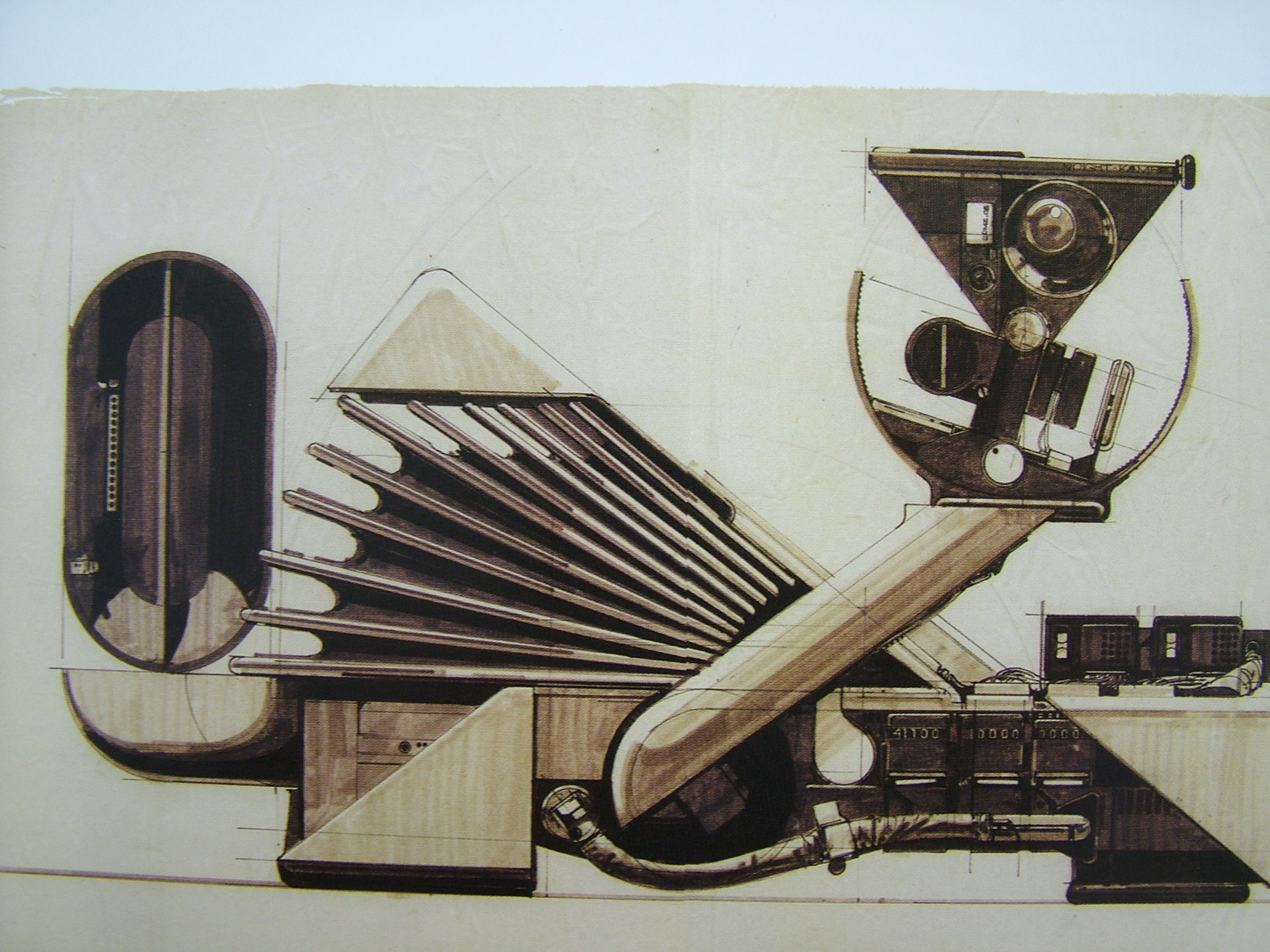
Le soufflet de l'appareil Voight-Kampff "respire" et traite les odeurs du sujet.

Le Voight-Kampff (aussi orthographié Voigt-Kampff), également appelé « test de Voight-Kampff » (V-K) est un dispositif mécanique et un test imaginaire ayant pour fonction d'identifier des réplicants. Ils sont tous deux utilisés dans le livre Les androïdes rêvent-ils de moutons électriques ?, un roman de science-fiction de l'écrivain Philip K. Dick paru en 1966.
Le Voight-Kampff, inspiré du livre de Dick, a été adapté au cinéma dans le film Blade Runner (1982) de Ridley Scott, ainsi que dans d'autres œuvres dérivées du roman telles que le jeu vidéo du même nom (1997).

## Description
Le Voight-Kampff est un appareil mécanique inspiré des détecteurs de mensonge et du test de Turing. Il est employé par les « Blade Runners », des policiers du futur chargés du retrait des réplicants (des humanoïdes de synthèse) illégaux, afin de déterminer si un individu soumis au test est un réplicant ou un être humain.
Cette machine mesure les réactions biologiques à des stimuli afin d'évaluer le potentiel d'empathie des répliquants :
- les variations de la respiration ;
- les variations du rythme cardiaque ;
- les variations de tension des muscles internes de l'œil, c’est-à-dire la dilatation de la pupille, couplées à un petit rougissement ;
- la dilatation capillaire dans la région faciale, résultant par un rougissement du visage (lié aux réactions émotionnelles) ;
- le dégagement de phéromones.

Les stimuli sont des questions sciemment choquantes, écrites à l'avance et supposées provoquer des réactions émotionnelles immédiates chez le sujet. Le sujet doit répondre aux questions mais les réponses verbales n'ont pas d'importance. Il s'agit de la seule façon d'être sûr de découvrir de subtiles différences empathiques entre humains et réplicants.

## Utilisation
L'appareil fonctionne globalement comme un détecteur de mensonges couplé à un scanner corporel ayant pour cible l'œil du sujet, plus précisément l'inspection de sa rétine en gros plan. Si le sujet ment lors de l'examen, sa pupille se dilate. Un soufflet est également prévu pour aspirer et analyser des échantillons de la respiration.
Le dispositif tient habituellement dans une petite mallette de transport.

## Historique
Le mot Voight-Kampff provient de « Voight » (du nom de son inventeur), modifié plus tard par l'ajout de «  Kampff » (un autre scientifique).
Ce test ne doit pas être confondu avec le « Test de Boneli » aussi utilisé par certains Blade Runner. Le « Boneli » mesure le temps de latence entre une réaction et un signal lumineux ou sonore. Les réplicants ont généralement un temps de réaction inférieur à celui d'un être humain à ce test.
Dans le film, deux réplicants subissent le test : dès le début du film, Leon (interprété par Brion James) est testé par le Blade Runner  Holden (interprété par Morgan Paull) à la Tyrell Corporation, puis Rachel (Sean Young) est testée par  Deckard (Harrison Ford) au même endroit.
Deckard indique à Eldon Tyrell (Joe Turkel) qu'il lui faut habituellement de 20 à 30 questions pour distinguer un réplicant d'un être humain. Avec Rachel, il en faudra plus d'une centaine. Pour le fabricant d'androïdes, Eldon Tyrell, comme pour Deckard, pouvoir repérer un réplicant avec un test est crucial. Même si Tyrell se dit espérer que le Voight-Kampff désignera Rachel comme un réplicant pour respecter la loi, il semble cependant espérer qu'un jour aucun test ne pourra faire la distinction sur la nature du sujet.

## Conception
Dans le film Blade Runner (1982), le Voight-Kampff est décrit comme :

« Une forme très avancée de détecteur de mensonge qui mesure les contractions du muscle de l'iris et la présence de particules invisibles flottantes dans l'air et provenant du corps. Les soufflets ont été conçus pour cette dernière fonction et donner à la machine l'air menaçant d'un sinistre insecte. Le VK est utilisé essentiellement par les Blade Runners pour déterminer si un suspect est véritablement humain en mesurant le degré de sa réponse empathique par le biais de questions et de déclarations soigneusement rédigées. »

— Description dans le dossier de presse original du film Blade Runner.
Le prototype pour le cinéma a été créé par le designer Syd Mead avec l'aide de l'accessoiriste John Gilman. Mead a expliqué que le réalisateur Ridley Scott souhaitait une machine à l'aspect menaçant, mais délicat. Il lui proposa plusieurs versions et c'est une version modifiée d'un détecteur de mensonge qui fut utilisée.
Les iris montrés par la machine dans le film ne sont pas ceux des acteurs, mais des extraits vidéo d'une compilation provenant de l'entreprise britannique Oxford Scientific. Ceci explique pourquoi l'œil du personnage de Léon apparaît marron sur la machine alors que son acteur (Brion James) a les yeux bleus.